# エフゲニー・ノビコフ
エフゲニー・マクシモヴィッチ・ノビコフ（ロシア語: Евгений Максимович Новиков, ラテン文字転写: Evgeny Maksimovich Novikov, 1990年9月19日 - ）は、ロシア出身のラリードライバー。世界ラリー選手権 (WRC) における最年少ステージベストタイム記録（18歳266日）の保持者。

## 経歴
モスクワ生まれ。2006年のロシアラリーカップに勝利、2007年にエストニアとロシアの国内選手権で準優勝し、ウェールズ・ラリーGBにおいて世界ラリー選手権に初参戦した。

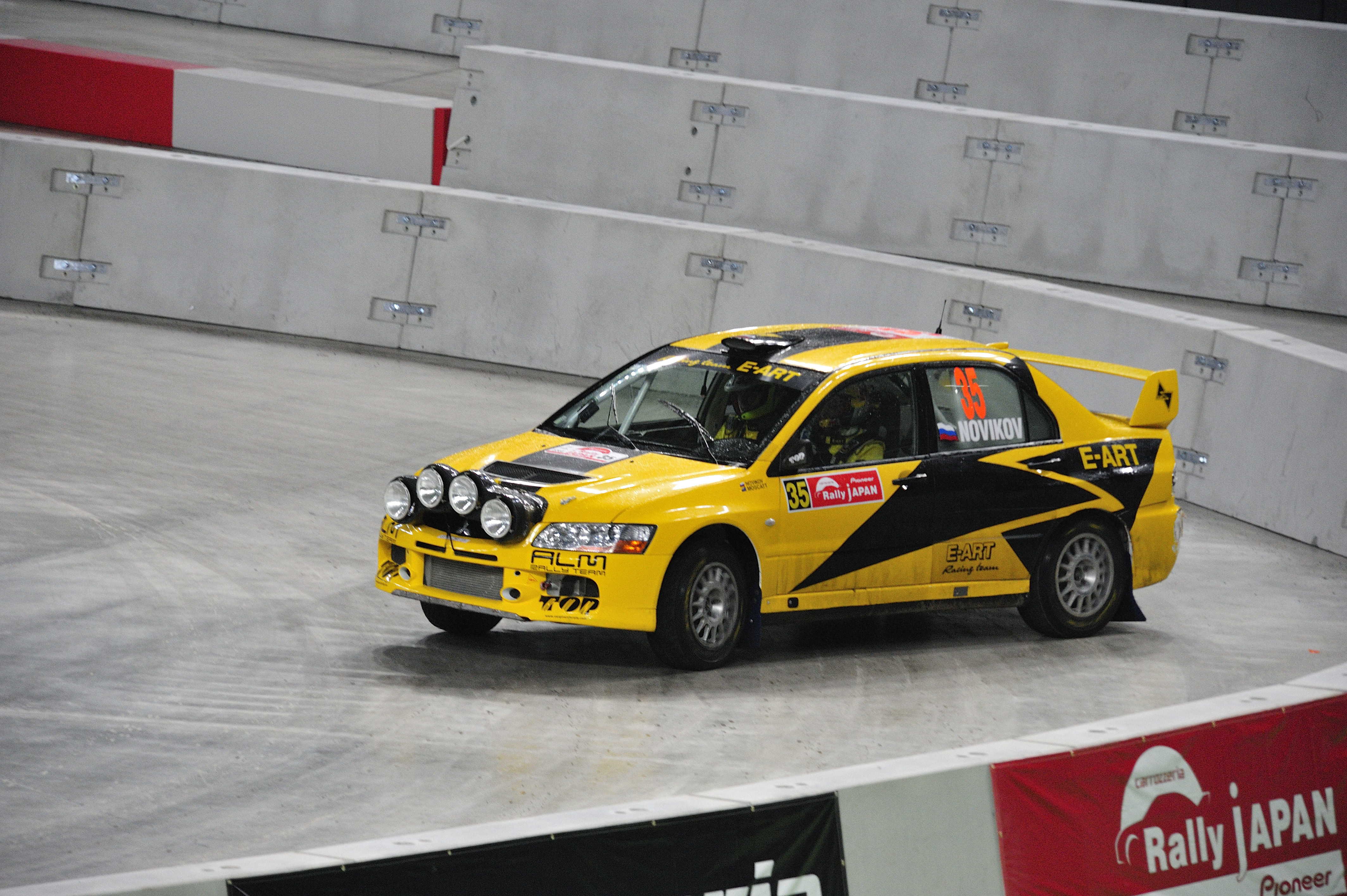
2008年のラリー・ジャパン

2008年はプロダクションカー世界ラリー選手権に参戦。うち4戦でリタイアを喫し、ポイントを獲得できたのはラリージャパンだけだった。ラリー・ジャパンでは最終SS前までユホ・ハンニネンに26.8秒差につけ初優勝に向け一歩リードしていたが、最終ステージでサスペンショントラブルによりハンニネンに6.3秒差、新井敏弘の2.9秒前につけ2位となった。弱冠18歳で世界選手権をリードしたその速さは世界に衝撃を与えた。
2009年は 、シトロエンワークスチームのサテライトチームであるシトロエンジュニアチームから参戦。セバスチャン・オジェとコンラッド・ローテンバッハがチームメイトとなった。シトロエン C4 WRCをドライブし全12戦中8戦に参戦。第6戦のラリー・イタリア・サルディニアで5位に入りWRCにおける初のポイントを獲得。そして第7戦ギリシャのアクロポリスラリーで初のスペシャルステージ勝利を飾る。彼はタイムシートのトップを制した最初のロシア人かつ最年少のドライバーとなった。しかしその後はフィンランド、スペインでクラッシュを喫し安定感を欠き、資金不足により一度WRCを離れ、2010年はロシアのローカルラリーに逆戻りする。
一年の後、2011年のラリー・メキシコから、Mスポーツ・ストバート・フォードでWRCに復帰した。しかし上位につけていながらコースオフやクラッシュが目立ちなかなか結果を残せないでいた。ストバートから6戦に出場した後、第12戦カタルーニャでは一時的にマシンをシトロエン・DS3 WRCにスイッチ。ミスなく走り切り総合7位に入った。最終戦はハリド・アル＝カシミの代役としてワークス仕様のフォード・フィエスタ RS WRCで出場しこちらも7位に入った。終盤での2戦連続ポイント獲得もありランキング17位で終えた。
2012年はMスポーツ・フォードからフル参戦。オット・タナクがチームメイトとなった。開幕2戦では5位に入り好スタートを切ったが、第3戦メキシコでは最終SS前にクラッシュを喫しリタイアとなった。第4戦ラリー・ド・ポルトガルで初の表彰台を獲得した。ここでは総合3位でフィニッシュした後、1位だったシトロエンのミッコ・ヒルボネンが再車検で失格となり、2位に繰り上がった。しかし第8戦ラリー・フィンランドでのジャンプ着地の際コ・ドライバーのデニス・ジロウデが背中を痛め長期離脱を余儀なくされてしまう。代役としてドイツではニコラス・クリンガー、ラリーGBからはヘニング・ソルベルグのコ・ドライバーイルカ・ミノルが務めた。そんな中で第12戦サルディニアでは実力で2度目の2位表彰台を獲得した。最終戦はDMACKタイヤを装着するオートテック・モータースポーツから出場。SS5ではミシュラン勢を抑えトップタイムをマークしたが、その後はトラブルにより10位に終わった。しかしこの年は課題となっていた安定感を見せランキングでは前年を大幅に上回る6位となった。
2013年はマッズ・オストベルグと共にカタール・Mスポーツから参戦。前年代役として終盤コンビを組んだイルカ・ミノルが正式にノビコフのコ・ドライバーとなった。開幕戦では最終日を前に3位につけていたが、SS14で石壁にヒットし左リアホイールにダメージを負いリタイア。第2戦スウェーデンは5位走行中にSS20で転倒、9位に終わる。第3戦メキシコでは序盤にECUのトラブルが発生し10位に終わり序盤はミスやマシントラブルに泣かされたが、ポルトガル、アルゼンチンでは表彰台には届かなかったが4位に入った。第6戦アクロポリスではオープニングステージから3連続ステージベストを記録し序盤をリードしていた。ステージ3の時点ではヤリ＝マティ・ラトバラに39.1秒の差をつけていたが、パンクの影響により8位に後退、最年少優勝を果たせず9位に終わる。その後は前年の安定感が見られず、クラッシュや転倒で上位入賞を逃した。この年はセカンドチームに所属するティエリー・ヌービルの活躍に隠れただけでなく、チームメイトで2度表彰台を獲得したオストベルグを下回るランキング7位で終わった。
2014年は参戦シートの獲得に失敗。フィンランドでスポット参戦を予定していたが、結局実現されることなく終わり、現在もWRCへの復帰の目処は立っていない。